# Monako na Mistrzostwach Świata w Lekkoatletyce 2009
Monako na Mistrzostwach Świata w Lekkoatletyce 2009 – reprezentacja Monako podczas czempionatu w Berlinie składała się z 1 zawodnika, który odpadł w eliminacjach.

## Występy reprezentantów Monako

### Mężczyźni
| Konkurencja    | Zawodnik       | Eliminacje | Eliminacje | Półfinał      | Półfinał      | Finał         | Finał         |
| Konkurencja    | Zawodnik       | Wynik      | Poz.       | Wynik         | Poz.          | Wynik         | Poz.          |
| -------------- | -------------- | ---------- | ---------- | ------------- | ------------- | ------------- | ------------- |
| Bieg na 1500 m | Antoine Berlin | 4:27,52    | 53.        | Nie awansował | Nie awansował | Nie awansował | Nie awansował |